# Marie-Theres Nadigová
Marie-Theres Nadigová či též Marie-Thérèse Nadigová zvaná často též Maite Nadigová (* 8. března 1954, Flums) je bývalá švýcarská alpská lyžařka. Je držitelkou tří olympijských medailí.
Na hrách v Sapporu roku 1972, ve svých sedmnácti letech, vyhrála závod v obřím slalomu a ve sjezdu. Na dalších hrách v Lake Placid roku 1980 přidala do své olympijské sbírky bronz ve sjezdu. Roku 1981 se stala celkovou vítězkou světového poháru a získala tak velký křišťálový glóbus. Má i tři malé křišťálové glóby za celkové vítězství v jednotlivých disciplínách, v letech 1980 a 1981 triumfovala ve sjezdu a v roce 1981 navíc ještě v kombinaci. Ve světovém poháru vyhrála 24 závodu a 57krát stála na stupních vítězů. Jen na mistrovství světa se jí mimo olympijské hry (jež se tehdy za mistrovství světa rovněž považovaly) tolik nedařilo - největším úspěchem bylo čtvrté místo ve sjezdu na šampionátu v Garmisch-Partenkirchenu roku 1978. Má rovněž pět titulů mistryně Švýcarska. V roce 1972 byla vyhlášena švýcarským sportovcem roku. Závodní kariéru ukončila roku 1981. Otevřela si pak obchod a později hotel a lyžařskou školu. V letech 1999 až 2005 byla trenérkou švýcarské reprezentace v alpském lyžování (poslední dva roky hlavní trenérkou).
Po svém nečekaném triumfu na hrách v Sapporu, kdy jako zcela neznámá závodnice porazila legendy, tvrdila, že její inspirací byla americká komedie The Love Bug (1968), v níž maličký Volkswagen Brouk zvaný Herbie závodí v Grand Prix a poráží velká auta. Během posledního úseku před cílovou čárou v závodu ve sjezdu si prý Nadigová představovala, že je Herbie, což jí motivovalo k maximálnímu přikrčení, a tedy poskytovalo menší odpor vzduchu.